# Sakura
Sakura (CS–1A) Japán híradástechnikai műhold.

## Küldetés
Közepes kapacitású távközlési műhold, a polgári adatszolgáltatás kísérleti példánya. Öt frekvenciasávban végeztek teszt üzemelést, próba rádió- és televíziós szolgáltatások mellett. Tesztelték az űregység jelátvitelét, a jelek terjedési tulajdonságait, a kommunikációs rendszer üzembiztonságát, a pályaelemének igazítását.

## Jellemzői
A Tokiói Városi Egyetem (University of Tokyo) tervei alapján készült tudományos műhold. A NASDA (National Space Development Agency/Japán Nemzeti Űrfejlesztési Hivatal), megbízásából építette a Mitsubishi Electric Corporation (MELCO) és a Ford Aerospace.
Megnevezései: Sakura; Sakura (CS–1A); Sakura (COSPAR: 1977-118A). Kódszáma: SSC 10516.
1977. december 15-én a Cape Canaveral (KSC) Kennedy Űrközpontból, az LC–17B (LC–Launch Complex) jelű indítóállványról, egy Delta 2914-es hordozórakétával állították magas Föld körüli pályára (HEO = High-Earth Orbit).
Formája hengeres test, átmérője 2,18, magassága 3,48 méter. Antennája 1,31 méter hosszú. Várható élettartama 3 év volt. Forgó mozgású űregység, giroszkóppal stabilizált, geomágneses igazodása függőleges a Föld irányába. Felületére épített napelemek biztosították a szükséges energiát, éjszakai (földárnyék) energia ellátását ezüst-cink akkumulátorok szolgáltatták. Az orbitális pályája 1440 perces, 0,06 fokos hajlásszögű, geostacionárius pálya perigeuma 35 568 kilométer, az apogeuma 36 157 kilométer volt. Szállított teher 676, hasznos teher 350 kilogramm.
Aktív tevékenységét 1985. november 19-én befejezte. A légkörbe történő belépésének ideje ismeretlen.